# Prowincja Genua
Prowincja Genua (wł. Provincia di Genova) – prowincja we Włoszech. 
Nadrzędną jednostką podziału administracyjnego jest region (tu: Liguria), a podrzędną jest gmina.
Istniała do 31 grudnia 2014, po czym została zastąpiona przez miasto metropolitalne Genua.
Liczba gmin w prowincji: 67.